# Ermita de la Virgen del Sargar
La ermita de la Virgen del Sargar (en valenciano: Mare de Déu del Sargar) es una ermita, en un tiempo fortificada, que se encuentra en el pueblo de Herbés, en la comarca de Los Puertos de Morella de la Comunidad Valenciana.
Se construyó a finales del siglo XIII o principios del siglo XIV, poco después de haber sido expedida la carta puebla de Herbés por Blasco de Alagón en 1232.
La tradición dice que un pastor se encontró la imagen de la Virgen en una cueva rodeada de zarzas, junto a una fuente y que los habitantes de Herbés llevaron la imagen al pueblo, pero durante la noche desapareció y la volvieron a encontrar en el mismo lugar donde había aparecido, por ello decidieron construir una pequeña capilla donde colocar la imagen para venerarla.
A lo largo de los siglos se construyó la actual ermita y los edificios que la rodean y que se pueden ver hoy en día: la sacristía, la casa del ermitaño, un patio interior con una fuente, las salas de la cofradía, el campanario y los corrales.
La ermita tiene 20 metros de largo, por 9 de ancho y 6 de altura. Las pinturas que se pueden admirar son obra del pintor Juan Francisco Cruella de Morella, realizadas en 1836 y restauradas a principios del siglo XX y el año 1977.
La ermita del Sargar se encuentra en la falda de la Tramuja, en un valle encajonado entre montañas y regada por el barranco del Sargar, donde hay muchos sargales.